# ウインズ石和
ウインズ石和（ウインズいさわ）は、山梨県笛吹市石和町にある日本中央競馬会 (JRA) の場外勝馬投票券発売所 (WINS) である。

## 施設概要
2階建て。喫煙所以外は全館禁煙となっている。
1階に巨大な映像ホールがあり、200インチのモニターで競馬中継が放映されている。手前には約480席の客席が用意されており、車椅子専用席が4席設けられている。
石和温泉の源泉が最初に湧出した場所であり、入口付近に発祥の地の碑が建っている。また、近隣の石和温泉郷に因み、ウインズ石和の屋外にも足湯「ひらめきの湯」が設けられている。（無料：10時から15時30分）雨天等は中止。石和温泉で一番湯温が高く源泉は45.7℃

### エクセルフロア
館内2階に、全席有料指定席のエクセルフロアが設けられている。
- 座席数 - 70席
- 指定席発売方法 - 基本ネット予約にて事前販売。空席残がある場合は現地にて当日販売あり。
- 指定席料金 - 1,000円、日本ダービー・有馬記念施行日は1,500円。

## 交通
- 最寄駅はJR中央本線の石和温泉駅で、徒歩で約20分。
- 高速道路からでは中央自動車道一宮御坂インターチェンジから、国道20号（甲府バイパス）を通って約15分。

## 発売・払戻時間
- 発売

原則として午前9時20分から発売。前日発売は午後4時50分まで。
- 払戻

開催日は午前9時20分から午後4時50分まで、非開催日は午前10時から午後4時まで。
2009年4月以後は平日払い戻しが月曜日（祝日と重なる場合は火曜日。代替開催が生じた場合はその開催翌日も）のみとなっている。

## 発売レース
全レース100円単位で発売。